# Хлистун Василь Петрович
Василь
Петрович Хлистун
(нар. 2 січня 1962, с. Криве, Тернопільська область — 10 січня 2025) — український співак, концертмейстер. Лауреат Всеукраїнського пісенного фестивалю «Байда» (2006). Заслужений артист України (2016).

## Життєпис
Василь Петрович Хлистун народився 2 січня 1962 року в селі Кривому Скалатської громади Тернопільського району Тернопільської области.
Закінчив Підволочиське ПТУ № 4 (1980), Теребовлянське вище училище культури (2009). Працював на Скалатській меблевій фабриці, сантехніком у Скалатському будинку культури, в «Укртелекомі» та співав в ансамблі «Осокори», згодом — концертмейстер у Тернопільському районному Будинку культури. Автор хіта "Хлопці, будем жити".
Був одруженим, мав двох дітей, двох онуків.
Помер 10 січня 2025 року у віці 62 років. Похований в Підгородньому Тернопільського району.

## Творчість
Підготував 2 сольних концерти (2006, 2007 — «Василь Хлистун та його друзі»). Гастролював у Бельгії, Люксембурзі, Німеччині, Польщі, Франції.
Автор 8 пісень на власні мелодії. У репертуарі — понад 70 пісень українських авторів, серед яких М. Баліцька, А. Бінцаровська, О. Герман, А. Горчинський, Є. Зозуляк, В. Мацюк, А. Стадницький.
Записав чотири альбоми:
- «Хлопці, будемо жити» (2006),
- «Вся любов земная» (2008),
- «Подаруй мені любов» (2010),
- «Українки найчарівніші дівчата».